# Novo vocabolario della lingua italiana secondo l'uso di Firenze
Il Novo vocabolario della lingua italiana secondo l'uso di Firenze è un vocabolario di lingua italiana del 1870.
L'opera fu commissionata dal ministero della pubblica istruzione del Regno d'Italia per avere uno strumento che potesse diffondere la lingua unitaria. I contenuti non si rifacevano tanto al fiorentino letterario trecentesco quanto all'uso vivo di quel tempo a Firenze.